# Ubercart
Ubercart является свободным программным обеспечением для открытия торговых площадок, интернет-магазинов, аукционов, создаваемых для дополнения такой системы управления содержимым, как CMF Drupal. Модуль Ubercart может быть установлен на любом сервере с поддержкой PHP и MySQL, распространяется по лицензии GNU GPL.
Ubercart полностью интегрирована с Drupal’ом, что означает 100 % совместимость с ним любого веб-сайта, использующего Drupal. Модуль может использоваться как в случаях продажи товаров и услуг, так и при закачках любой онлайновой продукции. Кроме того, его можно применять для найма и трудоустройства, создания значимых событий. Главным же назначением Ubercart является возможность открывать неограниченно количество платёжных шлюзов различных электронных мировых валют и банковских систем. Ubercart позволяет проводить целый ряд комплексных действий внутри CMF Drupal, а именно: добавлять новый продукт, осуществлять мультипродажу товаров, делать скидки и выдавать купоны, обменивать валюту, осуществлять любые внутренние и международные платежи, поддерживать партнерские программы, выплачивать комиссии, выдавать купоны на лицензируемые товары и услуги, проводить комплексную классификацию продукции предприятия.
Также как и Drupal, Ubercart может работать на различных языковых платформах.
Стабильной версией для Drupal’а 5 является Ubercart 1.9. А для Drupal’а 6 — Ubercart 2.10.

## История
Развитие Ubercart началось в 2006 году. Версия 1.0. была выпущена 4 июля 2008 года. Версия 2.0 вышла уже через 16 месяцев в конце октября 2009 года и до настоящего момента считается базовой версией[уточнить].

## Требования
- CMS Drupal 5 использует Ubercart 1.x
- CMS Drupal 6 использует Ubercart 2.x
- CMS Drupal 7 использует Ubercart 3.x

## Использование
Ubercart широко используется пользователями CMS Drupal во всём мире в сфере электронной коммерции.